# لیو رویی
لیو رویی (انگلیسی: Liu Rui؛ متولد ۶ ژانویه ۱۹۸۷) یک تکواندوکار چینی است.
وی در مسابقات قهرمانی تکواندو جهان ۲۰۰۵ در مادرید، در کلاس سنگین‌وزن برنده مدال برنز شد و در مسابقات قهرمانی تکواندو جهان ۲۰۰۹ در کپنهاگ به مدال نقره دست یافت. وی در بازی‌های آسیایی ۲۰۱۰ موفق به کسب مدال طلا شد.